# 吉野里町
吉野里町（日语：／ Yoshinogari chō */?）是位于日本佐賀縣東部的城鎮。於2006年3月1日由神埼郡三田川町、東脊振村合併而成。
由於1986年在現在轄區西部的吉野里丘陵發現了彌生時代環濠集落遺跡，並被命名為「吉野里遺址」，因此三田川町與東脊振村進行合併時，便以「吉野里」此作為合併後的新名稱。

## 歷史

### 年表
- 1889年4月1日：實施町村制，現在的轄區在當時分屬：神埼郡三田川村、東脊振村。
- 1965年4月1日：三田川村改制為三田川町。
- 2006年3月1日：三田川町與東脊振村合併為吉野里町。[1]

### 變遷表
| 1889年以前 | 1889年4月1日 | 1889年 - 1944年 | 1945年 - 1959年 | 1960年 - 1989年       | 1989年 - 現在         | 現在                  |
| ---------- | ------------ | --------------- | --------------- | --------------------- | --------------------- | --------------------- |
|            | 三田川村     | 三田川村        | 三田川村        | 1965年4月1日 三田川町 | 2006年3月1日 吉野里町 | 2006年3月1日 吉野里町 |
|            | 東脊振村     |                 |                 |                       | 2006年3月1日 吉野里町 | 2006年3月1日 吉野里町 |

## 交通

### 鐵路
- 九州旅客鐵道
  - 長崎本線：吉野里公園車站

### 道路
高速道路
- 長崎自動車道：東脊振交流道

## 觀光景點

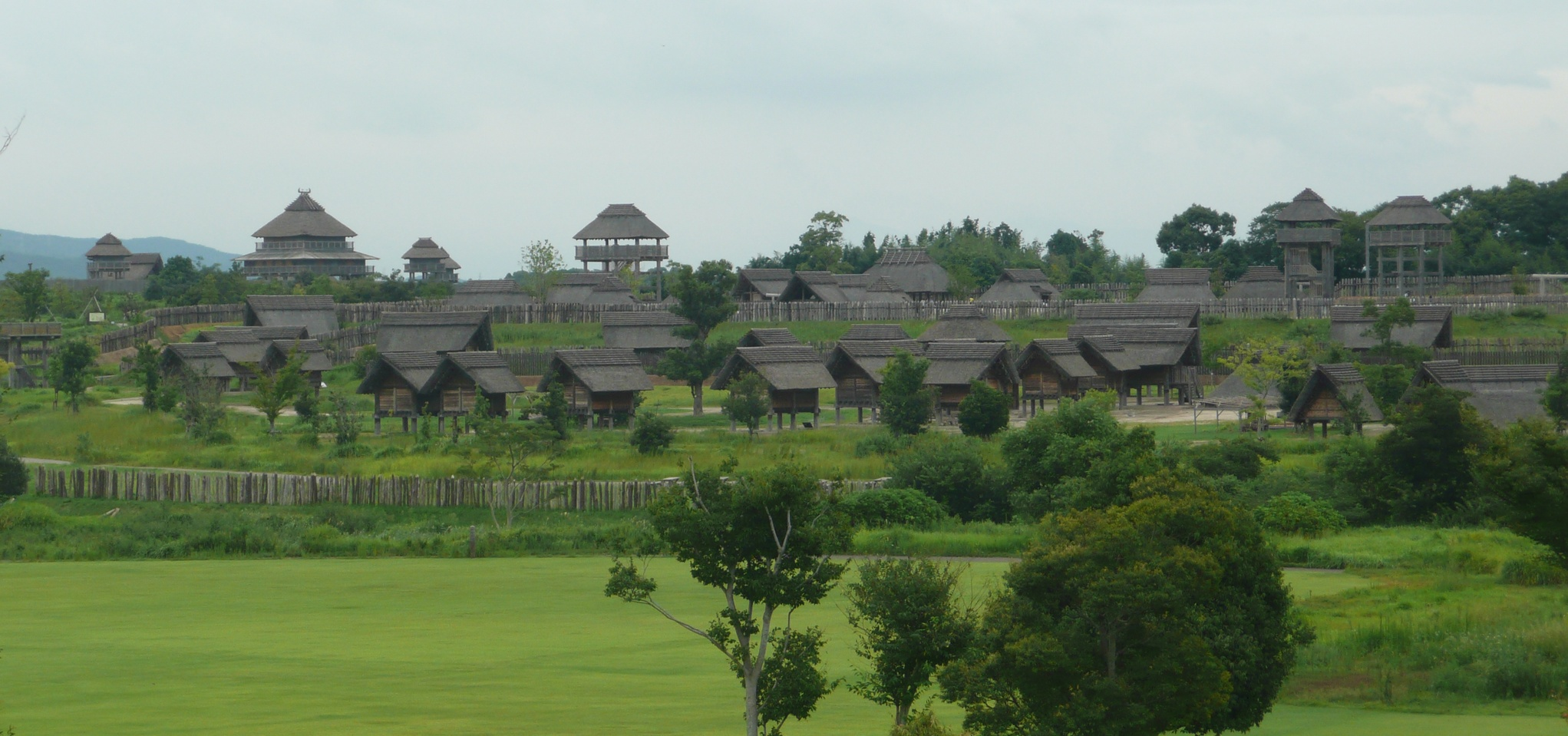
橫跨吉野里町和神埼市的吉野里歷史公園

- 吉野里遺址、吉野里歷史公園
- 石塔院
- 東妙寺
- 九州自然歩道
- 靈仙寺遺跡：日本開始栽培茶的起源地

## 外部連結
- （简体中文） 吉野里歷史公園 （页面存档备份，存于）
- （日語） 三田川、東脊振地區合併協議會